# Básquet Coruña
Il Básquet Coruña, meglio conosciuto come Leyma Básquet Coruña a causa del contratto di sponsorizzazione, è una squadra professionista di basket di La Coruña, in Galizia. La squadra gioca attualmente nella Liga LEB Oro.

## Storia
Il primo club denominato Básquet Coruña viene fondato nel 1996 dalla fusione di due squadre, il C.B. Ventorrillo e il C.B. Arteixo
Questo club avrebbe sostituito il precedente Baloncesto Coruña CAB, che aveva giocato la sua ultima stagione nella Liga EBA per poi scomparire.
Dopo la permanenza per alcune stagioni nella Liga EBA, il club ha giocato nella LEB League per quattro anni, conosciuti come i Sondeos del Norte a causa della loro sponsorizzazione. Nel 2002, il Básquet Coruña ha venduto il titolo sportivo al Basket Zaragoza 2002. In seguito, il club ha continuato a giocare nella Liga EBA grazie alla promozione in prima squadra del team giovanile.
Nel 2004 il Básquet Coruña rifiutò di partecipare a tutte le competizioni nazionali a causa di problemi finanziari, ritornando sui campi da gioco nel 2005 (nella Liga EBA).

## Roster 2024-2025
Aggiornato al 19 dicembre 2024.
|    | Naz.                                                | Ruolo | Sportivo        | Anno | Alt. | Peso | Note |
| -- | --------------------------------------------------- | ----- | --------------- | ---- | ---- | ---- | ---- |
| 0  | Spagna (bandiera)                                   | AP    | Omar Thiam      | 2004 | 200  |      |      |
| 6  | Canada (bandiera) · Regno Unito (bandiera)          | G     | Philip Scrubb   | 1992 | 191  | 91   |      |
| 7  | Lettonia (bandiera)                                 | P     | Ingus Jakovičs  | 1993 | 186  | 77   |      |
| 8  | Serbia (bandiera)                                   | C     | Goran Huskić    | 1992 | 210  | 102  |      |
| 9  | Svezia (bandiera)                                   | G     | Olle Lundqvist  | 1999 | 201  | 87   |      |
| 11 | Stati Uniti (bandiera)                              | P     | Brandon Taylor  | 1994 | 178  | 77   |      |
| 12 | Senegal (bandiera)                                  | C     | Atoumane Diagne | 1998 | 215  | 104  |      |
| 22 | Spagna (bandiera)                                   | G     | Aleix Font      | 1998 | 194  | 85   |      |
| 23 | Stati Uniti (bandiera) · Cuba (bandiera)            | GA    | Yunio Barrueta  | 1993 | 198  | 102  |      |
| 24 | Stati Uniti (bandiera) · Rep. Dominicana (bandiera) | AP    | L.J. Figueroa   | 1998 | 198  | 91   |      |
| 30 | Spagna (bandiera)                                   | P     | Álex Hernández  | 1990 | 189  | 76   |      |
| 31 | Brasile (bandiera) · Spagna (bandiera)              | AC    | Augusto Lima    | 1991 | 208  | 118  |      |
| 33 | Stati Uniti (bandiera)                              | AG    | Trey Thompkins  | 1990 | 208  | 111  |      |
| 77 | Georgia (bandiera) · Spagna (bandiera)              | AG    | Beka Burjanadze | 1994 | 201  | 118  |      |

### Staff tecnico
| Allenatore: | Diego Epifanio             |
| Assistenti: | Román Gómez, Carlos Penedo |